# Genista hillebrandtii
Genista hillebrandtii är en ärtväxtart som beskrevs av Konrad Hermann Christ. Genista hillebrandtii ingår i släktet ginster, och familjen ärtväxter. Inga underarter finns listade i Catalogue of Life.